# Antoni Tyzenhaus
Antoni Tyzenhaus, född 1733 i Nowojelnia, död 31 mars 1785 i Warszawa, var en polsk politiker.
Tyzenhaus blev 1765 hovskattmästare av Litauen och verkade kraftigt för jordbrukets, handelns och industrins upphjälpande i Litauen. Dessutom inrättade han en medicinsk skola och anlade i Grodno den första polska botaniska trädgården. Genom intriger av politiska motståndare blev han störtad och tillbringade sina sista år i stor fattigdom.